# Kombinace
Kombinace je neuspořádaná k-tice vytvořená z celkového počtu n prvků, přičemž "neuspořádaná" zde znamená, že nezáleží na pořadí vybraných prvků. Rozlišujeme kombinace s opakováním a bez opakování. Pro výpočet hodnoty je používán faktoriál. Kombinace jsou základním pojmem z kombinatoriky. 
Variace se odlišují tím, že u nich je výběr uspořádaný (záleží na pořadí vybraných prvků).

## Kombinace bez opakování
Počet kombinací {\displaystyle k}-té třídy z {\displaystyle n}-prvků bez opakování, neuspořádaných {\displaystyle k}-tic vybraných z těchto prvků tak, že se v ní každý vyskytuje nejvýš jednou, je:
{\displaystyle C(k,n)={n \choose k}={n! \over k!(n-k)!}}
kde symbol {\displaystyle {n \choose k}} představuje kombinační číslo „n nad k“.
Někdy se používá zápis s indexem nebo místo písmene {\displaystyle C} písmeno {\displaystyle K}, takže následující zápisy jsou rovnocenné: {\displaystyle C(k,n)=C_{k}(n)=K_{k}(n)}.

### Odvození výpočtu
Počet kombinací zde odvodit tak, že počet všech variací vydělíme {\displaystyle k!} (tj. počtem permutací každé {\displaystyle k}-tice), protože všechny možné permutace vybraných prvků v kombinacích nepotřebujeme:
{\displaystyle C(k,n)={V(k,n) \over k!}={n! \over (n-k)!}\cdot {1 \over k!}={n! \over (n-k)!\cdot k!}}

## Kombinace s opakováním
Počet kombinací {\displaystyle k}-té třídy z {\displaystyle n} prvků s opakováním, tzn. každý prvek se ve výběru může objevit víckrát, je určen vztahem:
{\displaystyle C^{\prime }(k,n)={{(n+k-1)} \choose n-1}={{(n+k-1)} \choose k}={(n+k-1)! \over k!(n-1)!}}

## Vysvětlení

### Kombinace bez opakování
Mějme skupinu tří prvků {\displaystyle a,b,c}, tzn. {\displaystyle n=3}. Chceme-li z těchto prvků vybrat vždy jen jeden prvek, můžeme to udělat třemi možnými způsoby, tzn. vybereme {\displaystyle a} nebo {\displaystyle b} nebo {\displaystyle c}. Jedná se o kombinaci první třídy, tzn. {\displaystyle k=1}, a tedy počet výběrů je roven:
{\displaystyle C(1,3)={3 \choose 1}={3! \over {1!\cdot (3-1)!}}={3\cdot 2! \over 2!}=3}
Chceme-li z uvedené trojice prvků vybrat vždy dva, přičemž nám nezáleží na pořadí a žádný prvek nemůžeme vybrat víckrát, můžeme získat následující dvojice prvků: {\displaystyle ab}, {\displaystyle ac}, {\displaystyle bc}. Jedná se o kombinaci druhé třídy (tedy {\displaystyle k=2}) bez opakování. Pro počet dvojic pak dostáváme
{\displaystyle C(2,3)={3 \choose 2}=3}
Pokud chceme z uvedené trojice prvků vybrat vždy tři, přičemž nám nezáleží na pořadí a žádný prvek nemůžeme vybrat víckrát, můžeme získat pouze jedinou trojici prvků: {\displaystyle abc}. Jedná se o kombinaci třetí třídy (tedy {\displaystyle k=3}) bez opakování. Pro počet trojic tedy platí
{\displaystyle C(3,3)={3 \choose 3}=1}

### Kombinace s opakováním
Mějme skupinu dvou prvků {\displaystyle a,b}, tzn. {\displaystyle n=2}. Chceme-li z těchto prvků vybrat vždy jen jeden prvek, můžeme to udělat dvěma možnými způsoby, tzn. vybereme {\displaystyle a} nebo {\displaystyle b}. 
Jedná se o kombinaci první třídy, tzn. {\displaystyle k=1}, a tedy počet výběrů je roven:
{\displaystyle C^{\prime }(1,2)={{(2+1-1)} \choose 1}={2 \choose 1}=2}
Je vidět, že u kombinací první třídy není třeba rozlišovat, zda jsou s opakováním nebo bez opakování.
Chceme-li z uvedené dvojice prvků vybrat vždy dva, přičemž nám nezáleží na pořadí a každý prvek můžeme vybrat vícekrát, můžeme získat následující dvojice prvků: {\displaystyle aa}, {\displaystyle ab}, {\displaystyle bb}. Jedná se o kombinaci druhé třídy (tedy {\displaystyle k=2}) s opakováním. Pro počet dvojic pak dostáváme:
{\displaystyle C^{\prime }(2,2)={{(2+2-1)} \choose 2}={3 \choose 2}=3}
Obdobně bychom dostali {\displaystyle C^{\prime }(3,2)={{(2+3-1)} \choose 3}={4 \choose 3}=4}, atd.

## Příklady

### Příklad 1
Jaký je počet možných různých tahů Sportky, kde se z celkem 49 čísel náhodně vybírá 6 čísel (tj. kolik různých sázek lze vytvořit)?
Nezáleží na výsledném pořadí vylosovaných čísel, a proto se jedná o kombinace. Protože vylosované číslo už nemůže být znovu vylosováno, jsou to kombinace bez opakování:
{\displaystyle C(6,49)={49 \choose 6}={49! \over {6!\cdot (49-6)!}}={{49\cdot 48\cdot 47\cdot 46\cdot 45\cdot 44\cdot 43!} \over {720\cdot 43!}}={{49\cdot 48\cdot 47\cdot 46\cdot 45\cdot 44} \over {720}}=13~983~816}
Celkem je možných téměř 14 miliónů různých sázek, přičemž hlavní výhru (tj. uhodnout všechna vsazená čísla) může jen jedna z těchto všech možností.

### Příklad 2
Kolik je různých možností nákupu 5 porcí zmrzliny, když je na výběr z 10 druhů?
Nezáleží na výsledném pořadí vylosovaných čísel, a proto se jedná o kombinace. Protože je možné koupit víc porcí stejného druhu, jsou to kombinace s opakováním:
{\displaystyle C^{\prime }(5,10)={(10+5-1) \choose 5}={14! \over {5!\cdot (10-1)!}}={14\cdot 13\cdot 12\cdot 11\cdot 10\cdot 9! \over 5!\cdot 9!}={240~240 \over 120}=2~002}
Celkem je 2002 možností nákupu.